# Ronda de Don Bosco
La ronda de don Don Bosco es una vía urbana de la ciudad española de Vigo. Se trata de una vía con tráfico rodado en un solo sentido, descendente. Comienza al altura del Ayuntamiento de Vigo, saliendo de la calle Cachamuíña, y finaliza confluyendo con las calles Urzaiz y Príncipe. Durante el trayecto en forma de curva muy pronunciada, confluye con varias calles, como el paseo de Granada, los callejones de Salesianos y de Núñez, las calles de Granada, Placer, Enrique Blein Budiño, María Auxiliadora, Taboada Leal, Eduardo Iglesias, Velázquez Moreno, Joaquín Loriga, Progreso, María Berdiales, Londres y Gil. 
Recibe el nombre de ronda de Don Bosco en honor de San Juan Bosco, religioso italiano de la orden de los Salesianos. En la ronda se encuentra escultura de piedra dedicada a él, obra de Camilo Nogueira. Se créo en el año 1966 por iniciativa de la asociación de antiguos alumnos de Salesianos de la iglesia de María Auxiliadora, se bien en 2021 se trasladó al lugar actual. 

## Humanización
En diciembre de 2020 comenzaron los trabajos de humanización de la vía con la creación de una plaza peatonal en el tramo comprendido entre las calles María Auxiliadora y Placer. Durante las obras, se talaron tres árboles que ocupaban aquel espacio, lo que generó algunas críticas. La humanización se presupuestó en 1,5 millones de euros.